# Holger Seebach
Holger Seebach (født 17. marts 1922 i Aarhus, død 30. august 2011 i Odense) var en dansk fodboldspiller.
Seebach begyndte at spille fodbold i B 1913 og skiftede til OB fra begyndelsen af 1942; i 1945 skiftede han til AB, hvor han spillede frem til 1956. Han var angriber og kendt som "altid-god-for-et-mål" Seebach. Han vandt fire danske mesterskaber med AB.
Seebach debuterede på det danske landshold som 25-årig i 1947 i en udekamp mod Norge. Han var med på "Bronzeholdet" ved OL 1948 i London og spillede kvartfinalen mod Italien, som Danmark vandt 5-3, samt semifinalen mod Sverige, som svenskerne vandt 4-2, og her scorede Seebach det første danske mål. Han blev dermed den første dansker, der scorede på Wembley; den næste var Allan Simonsen i 1983. Sverige vandt senere guld efter finalesejr over Jugoslavien, mens Danmark (uden Seebach) vandt bronze med en 4-2-sejr over Storbritannien. Han var igen med ved OL 1952 i Helsinki, hvor han spillede alle Danmarks tre kampe og scorede i alle disse.
Han spillede sin sidste landskamp i 1953, hvor han scorede de to første mål i Danmarks 4-0-sejr over Island i Idrætsparken. Han fik i alt 17 kampe og scorede 9 mål i landsholdstrøjen.
Holger Seebach er i familie med musikerne Tommy Seebach og hans sønner Nicolai og Rasmus Seebach. Rasmus Seebachs søn, Holger, er opkaldt efter fodboldspilleren.